# آريتزو
آريتزو، (بالإنجليزية: Aritzo)‏، (سردينيا: Arìtzo)، هي بلدية، في مقاطعة نوورو، في المنطقة الإيطالية سردينيا، وتقع على بعد حوالي 80 كيلومترا (50 ميل) إلى الشمال من كالياري، وحوالي 40 كيلومترا (25 ميلا) جنوب غرب نوورو.

## السكان
تطور النمو السكاني لـ آريتزو